# Марстранд, Вильгельм
Вильгельм Николай Марстранд (дат. Wilhelm Nicolai Marstrand; 24 декабря 1810, Копенгаген — 25 мая 1873, Копенгаген) — датский художник и график.

## Жизнь и творчество
Изучал живопись первоначально в Датской королевской академии художеств (в 1826—1833). Затем, получив учебную стипендию, в августе 1836 отправился в путешествие через Германию в Рим, при этом посетив Берлин, Дрезден, Нюрнберг и Мюнхен. При поддержке своих педагогов в датской академии поступил в Академию изящных искусств Мюнхена. Окончив занятия в мюнхенской Академии, предпринял 4-х летнюю учебную поездку в Рим, где изучал классическое античное искусство. В этот итальянский период создал ряд портретов и полных романтизма полотен, посвящённых жизни простых жителей Италии.
В 1841 вернулся в Данию, проезжая через Париж и Берлин. В 1843 году стал членом Датской королевской академии после того как представил написанное им полотно «Эразмус Монтанус». С 1848 — профессор Академии. Среди его учеников следует назвать известных живописцев группы скагенских художников — П. С. Крейера и Микаэля Анкера, а также Карла Блоха, Януса Бартолин Ла Кура и Кристиана Цартмана.
Писал жанровые и исторические полотна, был великолепным портретистом и иллюстратором книг. Широко известны были его иллюстрации к комедиям Людвига Хольберга. В 1853 возглавил Датскую королевскую академию художеств в Копенгагене и руководил ею до 1859 года.

## Галерея

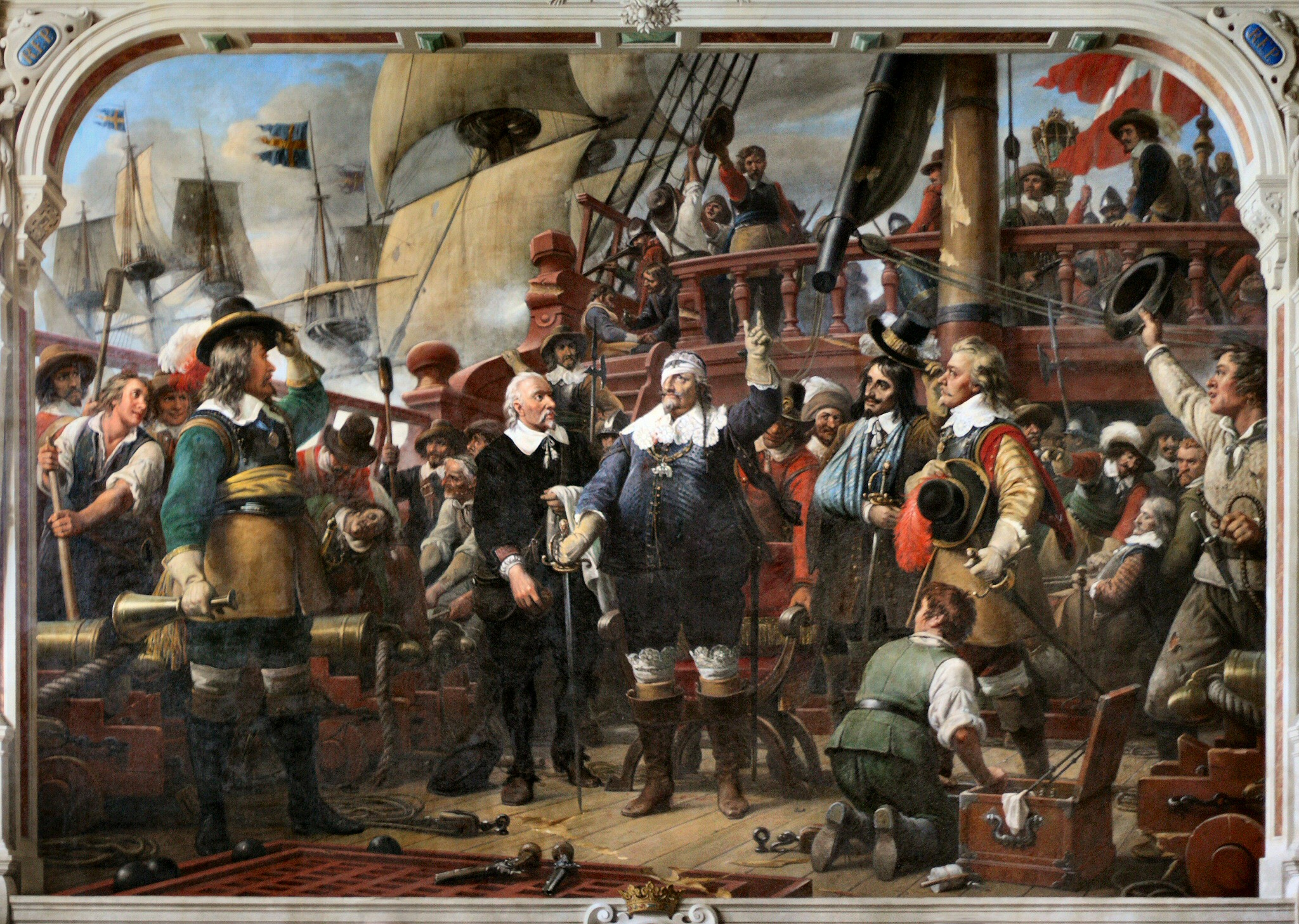
Король Кристиан IV на борту фрегата во время морской битвы у Кольбергской пустоши в 1644 году. 1866, Собор Роскилле.
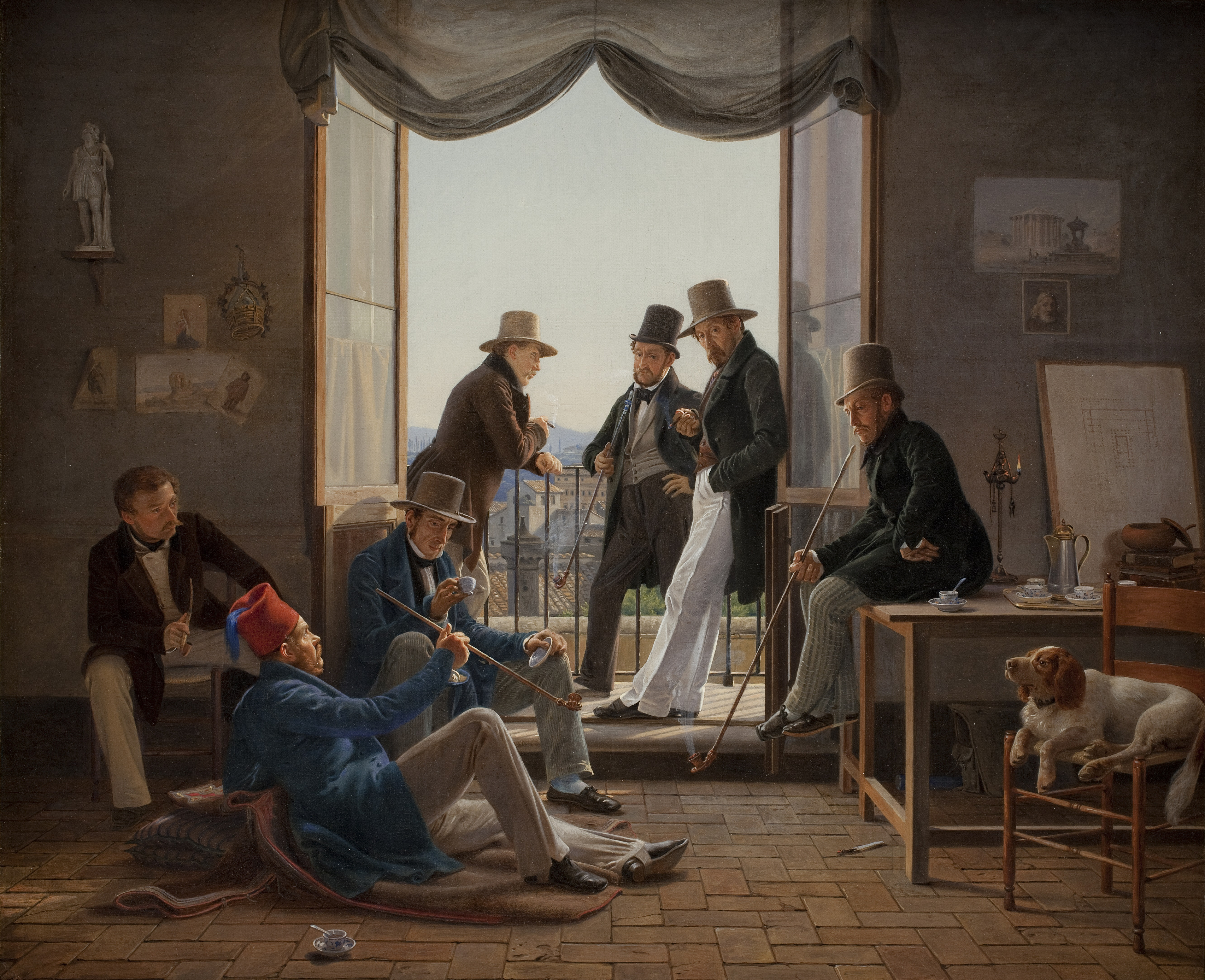
Датские художники в Риме. 1837, Государственный музей искусств, Копенгаген
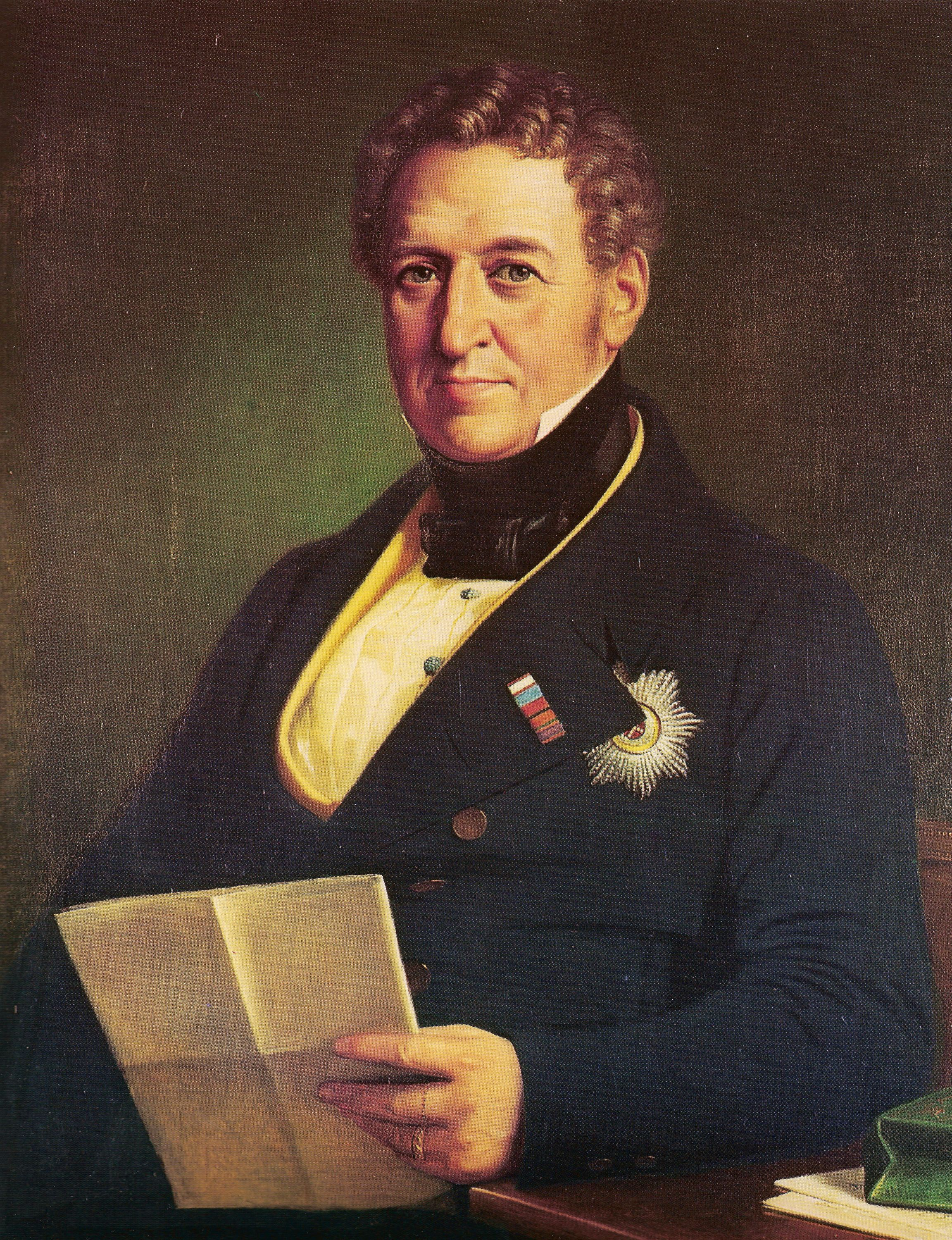
Портрет короля Кристиана VIII. 1843, замок Розенборг
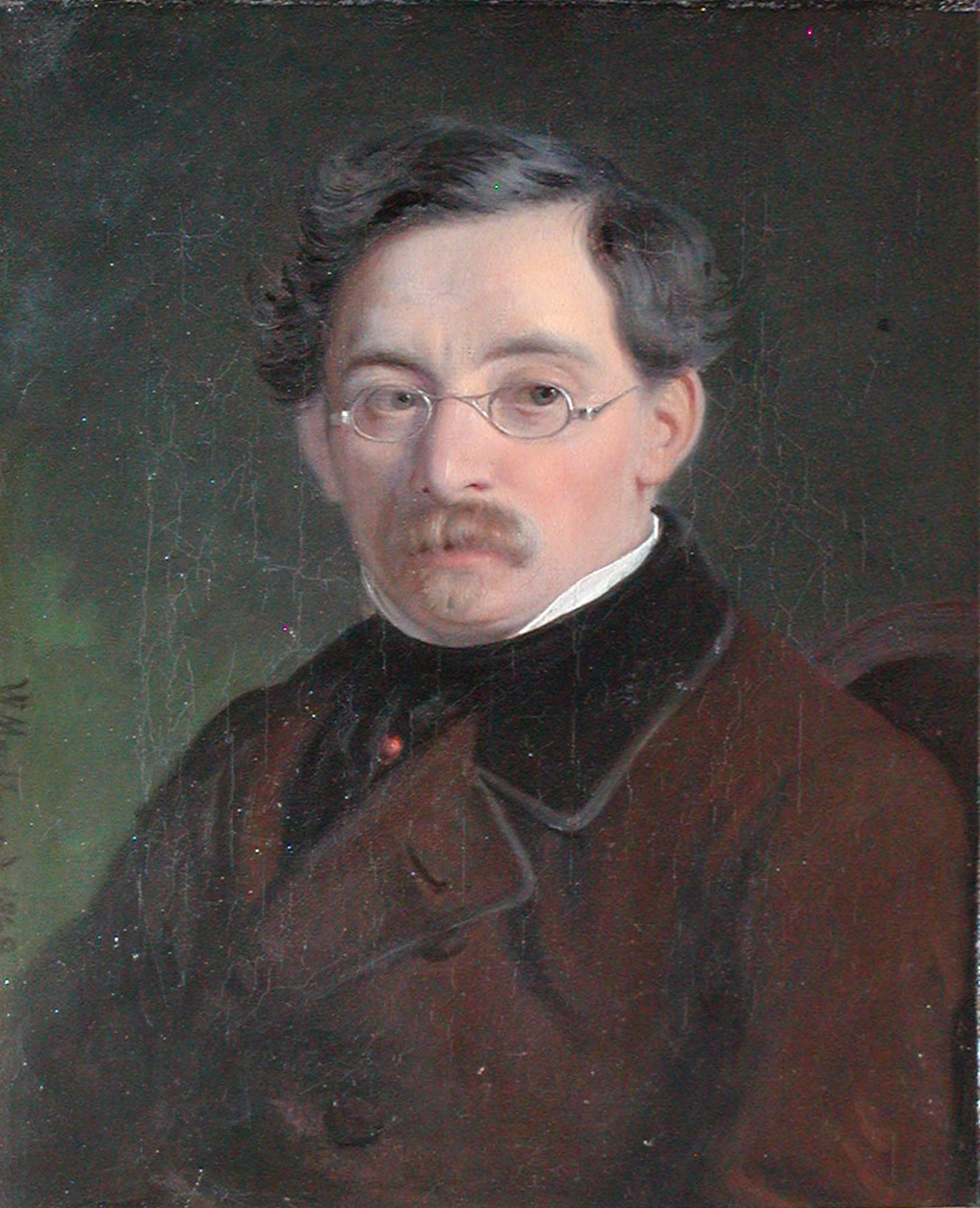
Портрет художника Эрнста Мейера. 1848, Исторический музей в замке Фредериксборг.
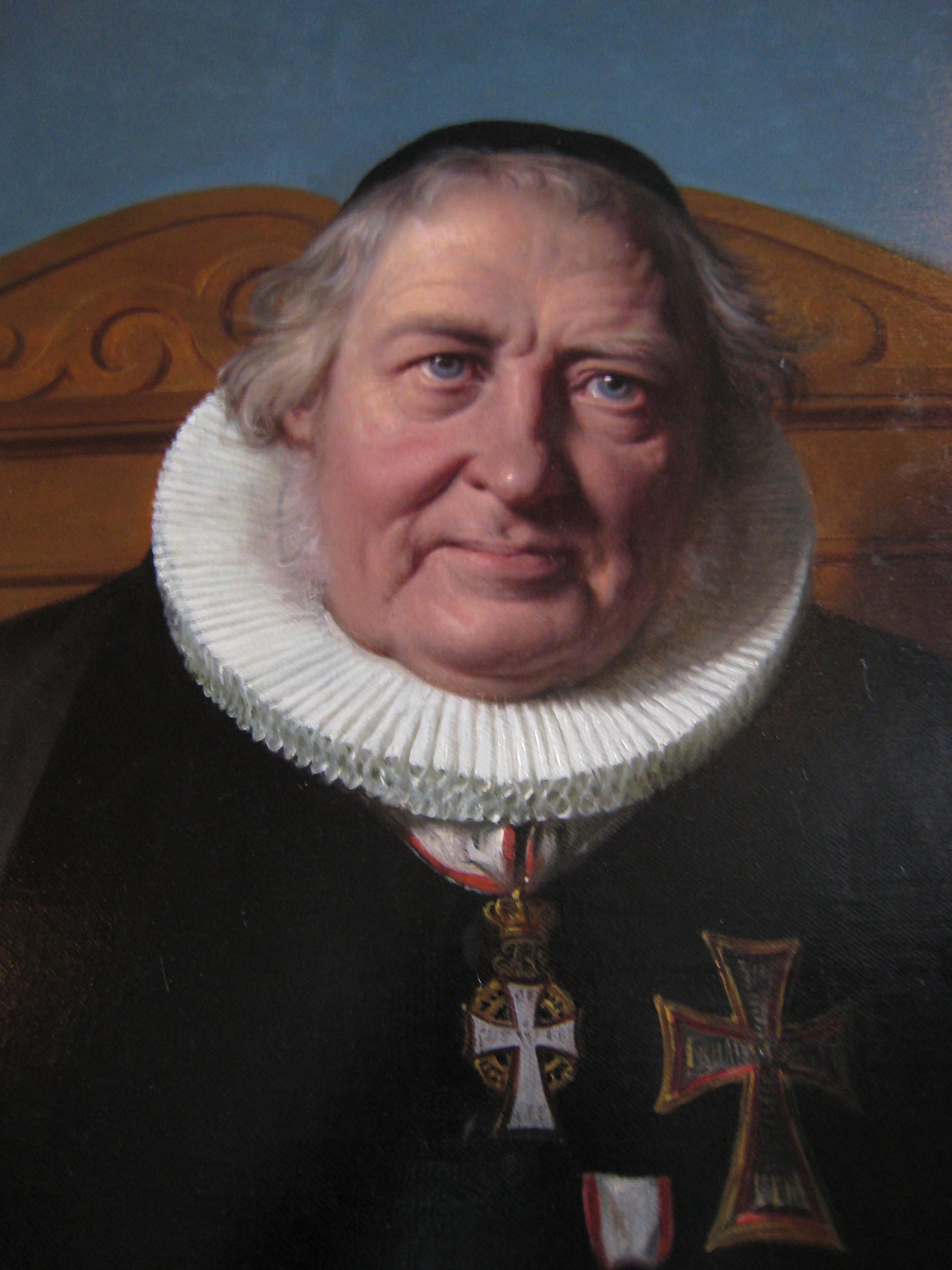
Портрет провоста Копенгагена Э. К. Триде (приписывается) 1858.
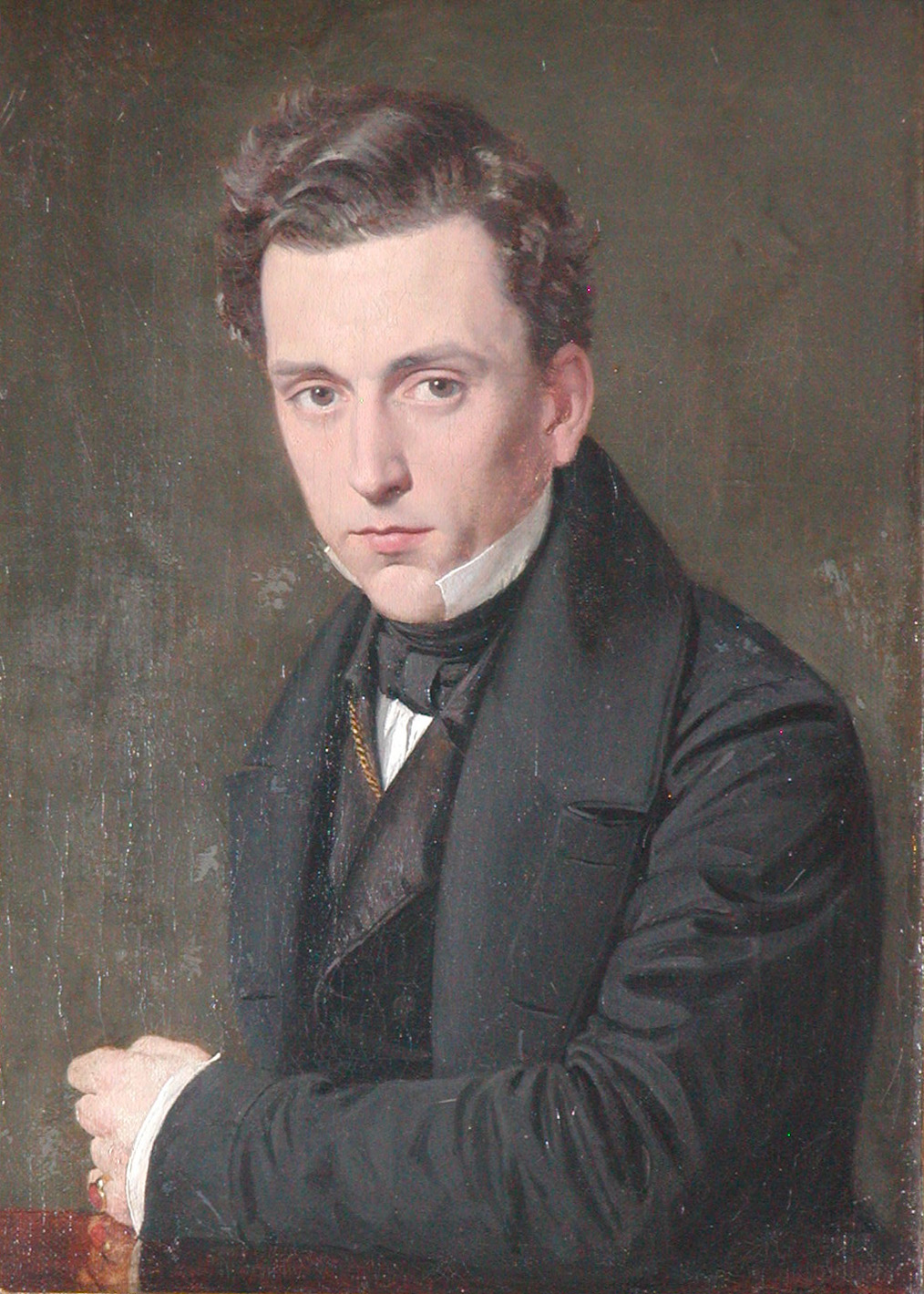
Портрет композитора и дирижёра Генрика Рунга, 1880-е, Исторический музей в замке Фредериксборг.
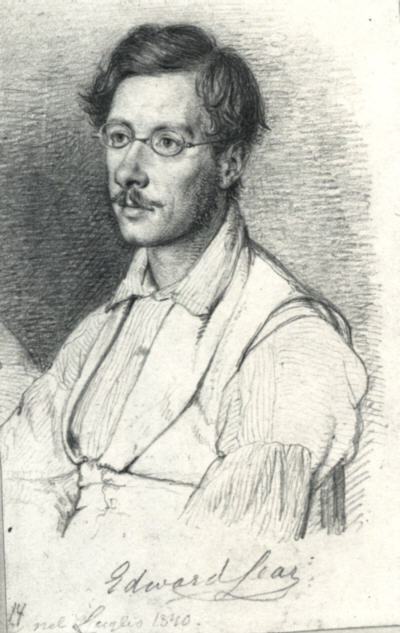
Портрет Эдварда Лира.
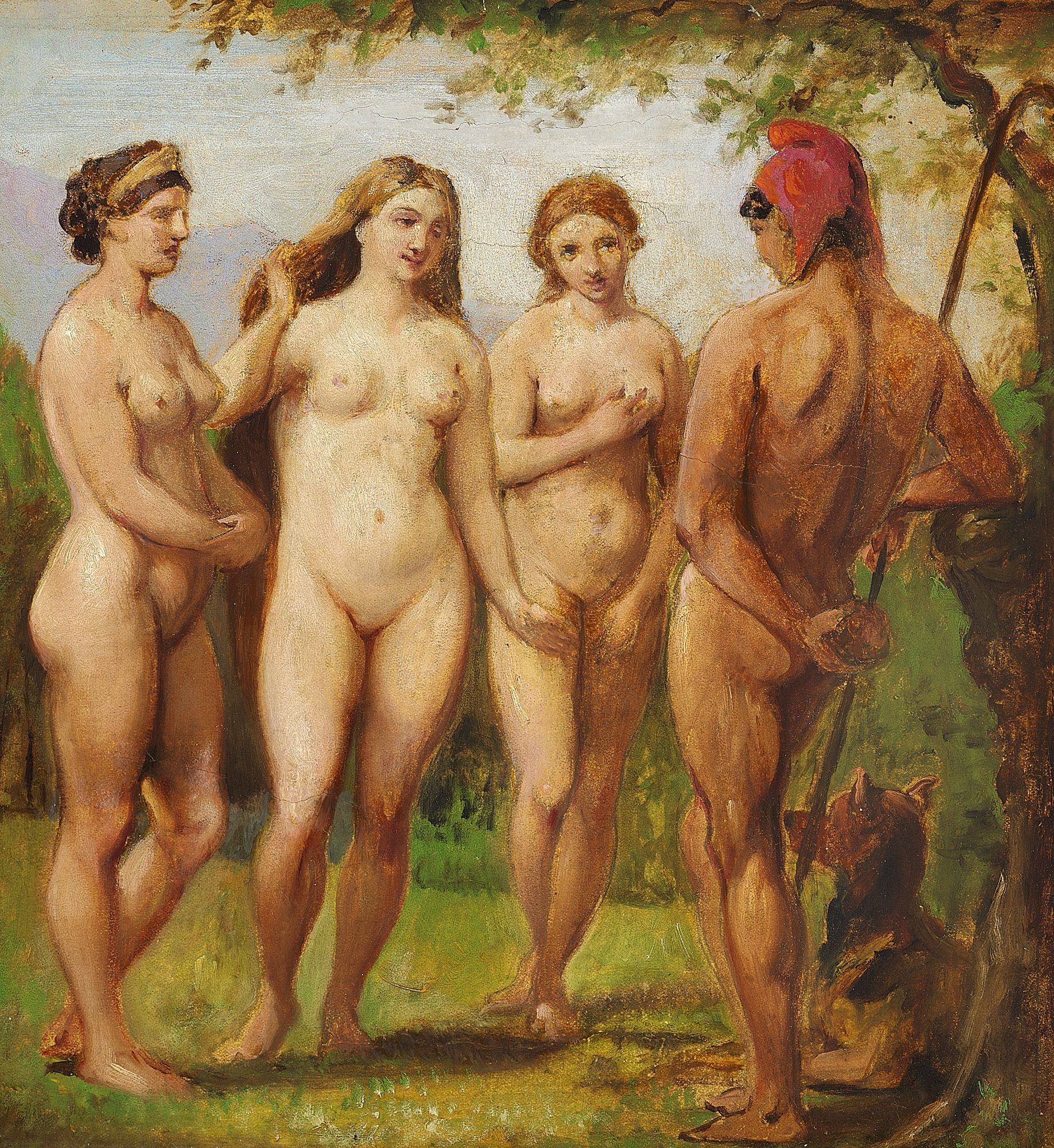
Суд Париса
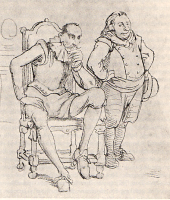
Дон Кихот.
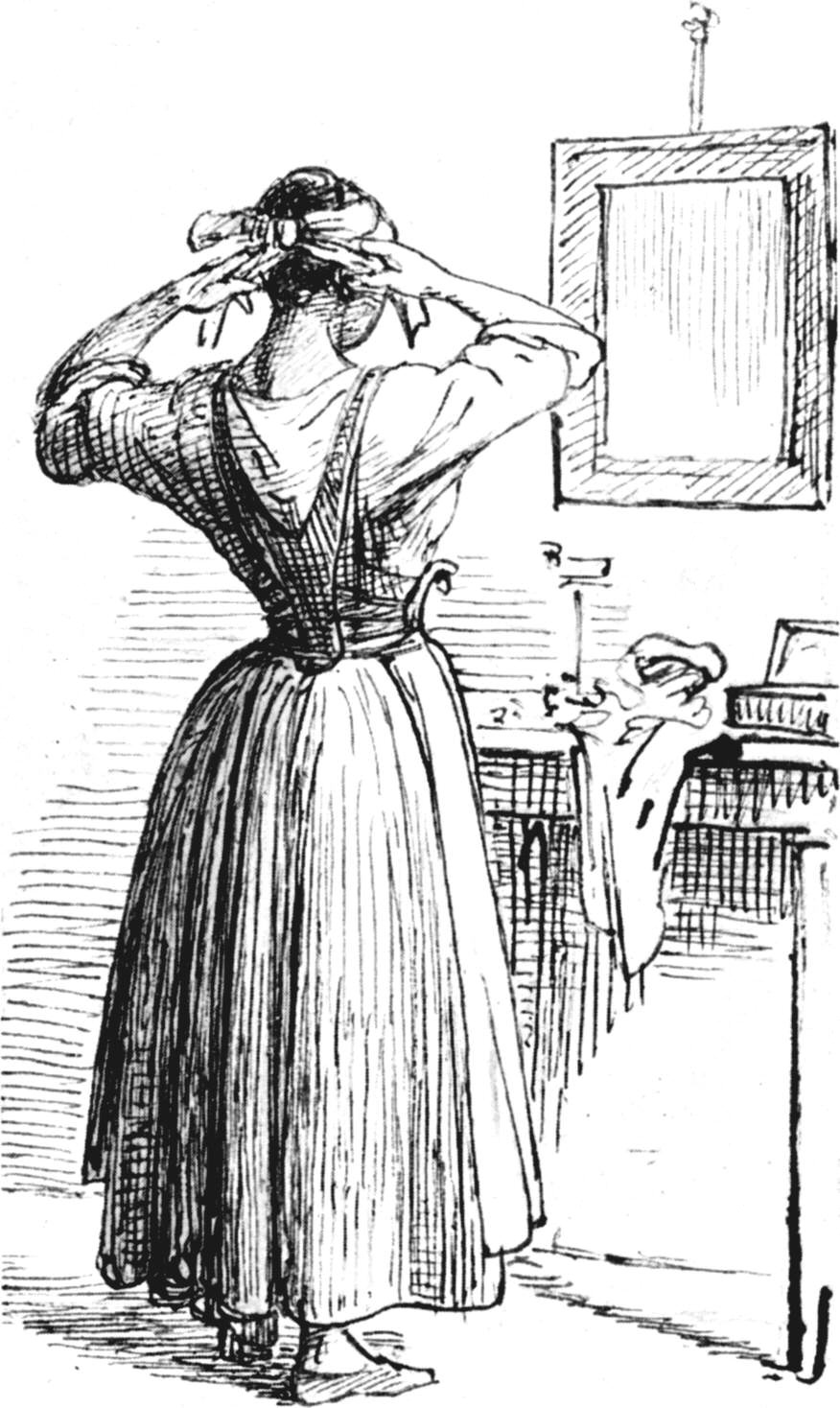
Итальянка.